# Carl Andersson i Hamra
Carl Johan Andersson, (i riksdagen Andersson i Hamra), född den 31 augusti 1832 i Ärla socken, Södermanlands län, död 15 december 1906 i Ärla, var en svensk lantbrukare och politiker. Han var ledamot av riksdagens andra kammare.
Andersson ägde fastigheten Hamra i Ärla socken. Han var son till skattebonden Anders Jansson och Maja Andersdotter. 1858 gifte sig Carl Andersson med Maja Lotta Jansdotter (född 1838 i Stenkvista socken, död 1906 i Ärla socken), dotter till lantbrukaren och kyrkovärden Jan Jansson och Catharina Margareta Jonsdotter. Andersson fick två barn, Alfred (född 1861) och Wilhelm (född 1864).
1874–1895 var Andersson ledamot av Södermanlands läns landsting och 1862–1906 ledamot av Ärla landskommuns kommunalnämnd.